# Psammotettix viridinervis
Psammotettix viridinervis är en insektsart som beskrevs av Ross och Hamilton 1972. Psammotettix viridinervis ingår i släktet Psammotettix och familjen dvärgstritar. Inga underarter finns listade i Catalogue of Life.